# DCMホールディングス
DCMホールディングス株式会社（ディーシーエムホールディングス、英: DCM Holdings Co., Ltd.）は、ホームセンター事業を手がけるDCMなどを傘下に持つ、DCMグループ（旧・DJグループ）の持株会社。
ブランドスローガンは「Do Create Mystyle くらしの夢をカタチに」。

## 概要
2006年9月1日にカーマ、ダイキ、ホーマックが経営統合し、「DCM Japanホールディングス株式会社（ディーシーエムジャパンホールディングス）」として設立された。カーマとダイキの業務提携を嚆矢にホーマックが参加し、現在のDCMグループの原型が形成された。これには3社の事業エリアが重複していなかったことも影響している。社名は、3社と三井物産による共同物流会社として設立されたDCMジャパン（DCMJ、現在は吸収合併）に由来する。この「DCM」は「Demand Chain Management」から命名された。
2007年12月にオージョイフルを買収し完全子会社化した。これにより、同社の展開地域の一部がカーマ・ダイキそれぞれの展開地域の一部と重複したが、2009年3月にダイキがオージョイフルを吸収合併した。2010年3月1日付でプライベートブランド (PB) 商品の開発を担っていたDCMジャパンを吸収合併した。
2017年4月を目処に、ホームセンター（HC）業界第6位のケーヨーと経営統合を予定していたが、資本・業務提携でも経営統合と同等の効果が得られ、事業規模の拡大や商品調達力等の強化は可能として一旦統合は見送り、2017年1月20日付けで持分法適用関連会社化した。
2020年4月に、傘下のホームセンター事業を行う5社統合の受け皿企業として、DCM分割準備株式会社を設立する。2021年3月1日に受け皿企業としてホームセンター事業子会社5社を吸収合併、同時にHD本体が手掛ける一部事業を吸収分割方式で継承させた上で、社名をDCM株式会社に改称した。
2020年10月2日に島忠に対する株式公開買付け（TOB）を表明したものの、ニトリホールディングスとの競合に敗れ、買収はならなかった（後述）。
2022年9月1日付けで店名も傘下のDCMニコットを除いたDCMカーマ・DCMダイキ・DCMホーマック・DCMサンワ・DCMくろがねやの複数の名称をDCMに統一した。
2023年9月29日、すでに持分法適用関連会社となっていたケーヨーを完全子会社化することを目的としたTOBを表明して成立し、当社のケーヨーに対する株式保有比率は30.98%から90.70%に引き上がった。その後、株式売渡請求により2024年1月9日にケーヨーを完全子会社化した。2024年4月12日、業務効率の向上や意思決定の迅速化を図るため、同年9月にDCMがケーヨーを吸収合併すると発表した。ケーヨーデイツーの店舗名称もDCMへ置き換え、店舗の看板やサインは順次変更する。
2025年5月9日、静岡県を中心にホームセンターを展開するエンチョーを買収することを発表。株式交換により同年9月1日付で完全子会社化とする予定。

### 島忠買収提案
DCMホールディングスは、2020年10月2日に島忠にTOBを実施した上で買収を検討していることを明らかにした。
その後、2020年10月21日にインテリア（家具）小売業大手ニトリの親会社ニトリホールディングスが島忠の敵対的買収を検討していることを明らかにした。ニトリは、「島忠も含め、企業の合併・買収（M&A）を通じた成長の可能性を日々検討している」ことを明らかにした。これについて、島忠は「具体的な提案は受領していない」とコメントしたが、2020年10月29日にニトリホールディングスから「経営統合に関する意向表明書」を受領し、島忠社内でニトリホールディングスの提案を検討した結果、同年11月13日にDCMとの経営統合計画を撤回し、ニトリホールディングスと経営統合することを発表した。
DCMは島忠株式を1株4,200円で買付を実施していたが、ニトリホールディングス側はそれよりも高い1株5,500円を提示した。
2020年11月16日にDCMは当日終了の予定であった株式買付期間を2020年12月1日まで延長し、11月27日に12月11日まで延長に変更したが、ニトリが提示した価格に上積みを提示しなかった。2020年12月29日にニトリホールディングスが公開買付の結果を発表し、応募株券等の数の合計買付予定数の下限を満たしたため買収が成功し、DCMホールディングスによる島忠買収は失敗した。

## 沿革

2022年3月まで使用されたロゴ

- 2006年（平成18年）9月1日 - 株式会社カーマ、ダイキ株式会社、ホーマック株式会社の経営統合により、「DCM Japanホールディングス株式会社」を設立[5]。
- 2007年（平成19年）
  - 6月1日 - カーマが株式会社ホームセンタータテヤマの株式を収得し、子会社化。
  - 12月20日 - 株式会社オージョイフルの株式を取得し、子会社化[7]。
- 2008年（平成20年）
  - 3月1日 - カーマがホームセンタータテヤマを吸収合併。
  - 6月2日 - ダイキが株式会社ホームセンターサンコーの株式を取得し、DJグループの一員となる[28]。
- 2009年（平成21年）
  - 3月1日 - ダイキがオージョイフルを吸収合併[8]。
  - 7月1日 - ネット通販サイト『DCMeくらしONLINE』スタート[6]。
  - 9月27日 - 大証、名証、札証上場廃止[29]。
- 2010年（平成22年）
  - 3月1日 - 子会社であるDCMジャパン株式会社を吸収合併[12]。
  - 6月1日 - 「DCMホールディングス株式会社」に商号を変更[30][31]。
- 2014年（平成26年）10月1日 - カーマが株式会社ホームエキスポの株式を収得し、子会社化[32]。
- 2015年（平成27年）
  - 3月1日 - カーマ、ダイキ、ホーマックがそれぞれDCMカーマ株式会社、DCMダイキ株式会社、DCMホーマック株式会社に商号を変更[33]。
  - 7月1日 - 青森県地盤のHCであるサンワドーを株式交換で完全子会社化[34]、同時にDCMサンワに商号を変更。
- 2016年（平成28年）
  - 3月17日 - DCMカーマがユニーグループ・ホールディングスのホームセンター事業撤退に伴い、「ユーホーム」11店舗のうち8店舗（矢作店、阿久比店、安城店、稲沢店、各務原店、大和郡山店、桶狭間店、嬉野店）を買収[35][36]。
  - 4月5日 - ケーヨーとの間で、業務提携及び経営統合に向けた協議開始を発表。
  - 12月1日 - 山梨県地盤のくろがねやを簡易株式交換により完全子会社化[37]、同時にDCMくろがねやに商号を変更。
- 2017年（平成29年）1月 - ケーヨーと資本・業務提携契約を結び、同社を持分法適用関連会社化する[10]。
- 2019年（平成31年/令和元年）5月30日 - 共通会員サービス「マイボ」、プリペイド型電子マネー「MEEMO」開始[38]。
- 2020年（令和2年）
  - 4月1日 - 子会社として、DCM分割準備株式会社（本社・東京都品川区南大井）を設立。
  - 10月2日 - 島忠に対する公開買付けの開始及び同社との間の経営統合契約を発表。
  - 10月21日 - ニトリホールディングスが島忠に対する対抗TOB・経営統合案を発表。
  - 11月13日 - 島忠がDCMとの統合契約を撤回し、ニトリホールディングスと経営統合すると発表。
- 2021年（令和3年）
  - 3月1日 - DCM分割準備株式会社が、DCMカーマ、DCMダイキ、DCMホーマック、DCMサンワ、DCMくろがねやを吸収合併し、DCM株式会社に社名変更のうえ、中核事業会社に転換。また、当社本体の一部事業をDCM株式会社へ吸収分割により継承する[14]。
  - 6月28日 - キュレーションサイト「mirateo（ミラテオ）」と連携し、商品検索機能や商品提案機能等を強化したECサイト「DCMネット」をオープン。
- 2022年（令和4年）
  - 2月10日 - 家電ECサイトを運営するエクスプライスとの資本業務提携を締結[39]。
  - 3月1日 - DCMが運営する店舗の名称を「DCM」へ統一すること、「DCM」のロゴマークをブラウン基調のデザインへ変更することを発表。順次店舗の名称変更、ロゴマークの更新を実施[16]。
  - 7月12日 - 同業のカンセキと資本業務提携を締結。当社がカンセキの株式の6.8%を取得する予定である[40]。
  - 9月1日 - DCMが運営する店舗名を一部[注 2]を除き「DCM」に統一[15]。
- 2023年（令和5年）
  - 10月2日 - 同日から同年11月14日までの間、完全子会社化を目的として、ケーヨーのTOBを実施予定[17]。
  - 11月14日 - 上記のTOBが成立し、ケーヨー株式の当社の所有率が90.70%となる[18]。
- 2024年（令和6年）
  - 1月9日 - ケーヨーを完全子会社化[19]。
  - 3月1日 - DCMニコットおよびホダカを、DCM株式会社の子会社から当社の子会社へ移行[41]。
  - 9月1日 - DCM株式会社がケーヨーを吸収合併、並びにケーヨーデイツーの店舗名称もDCMに統一[20][42]。
- 2025年（令和7年）9月1日 - エンチョーの全株式を取得し完全子会社化〈予定〉[21]。

## グループ会社

### 連結子会社
- DCM株式会社
- ホダカ株式会社[注 3]
- DCMニコット株式会社[注 4]
- エクスプライス株式会社
  - マクスゼン株式会社
- 株式会社マイボフェローズ

### 非連結子会社
- DCMライフサポート株式会社
- DCMアドバンスド・テクノロジーズ株式会社[注 5]

### その他
- 株式会社テーオーリテイリング - DCM株式会社が株式の18.99％を保有
- 株式会社カンセキ - 株式の6.8％を保有

## グループ会社の店舗がない県
鳥取県、島根県、佐賀県、長崎県、大分県、宮崎県、鹿児島県、沖縄県（2017年1月現在）。

## 歴代社長
| # | 氏名     | 任期            | 備考                          |
| - | -------- | --------------- | ----------------------------- |
| 1 | 前田勝敏 | 2006年 - 2007年 | ホーマック出身                |
| 2 | 久田宗弘 | 2007年 - 2020年 | 現会長、くろがねや→カーマ出身 |
| 3 | 石黒靖規 | 2020年 -        | ホーマック出身                |